# MotoGP 2012
Чемпіонат світу Gran Prix з шосейно-кільцевих мотоперегонів сезону 2012 року — 64-ий сезон змагань з шосейно-кільцевих мотоперегонів MotoGP, що проводиться під егідою Міжнародної мотоциклетної федерації.
Чемпіонат проходив в 18 етапів і проводився в трьох класах мотоциклів: MotoGP (18 гонок), Moto2 і Moto3 (по 17 гонок).

## Нововведення
У порівнянні з попереднім сезоном нововведення торкнулися технічного регламенту:
- В класі MotoGP ліміт об'єму двигуна був доведений до 1000 см³, кількість циліндрів — не більш 4-х, максимальний діаметр циліндрів 81 мм (3,2 дюйма).
- Замість класу MotoGP 125 cm³, котрий проіснував з 1949 року, в сезоні 2012 був введений Moto3 з чотирьохтактними двигунами об'ємом до 250 см³.

## Клас MotoGP

### Результати гонок
| Етап | Дата   | Гонка            | Траса         | 1 місце       | 2 місце          | 3 місце          | Поул-позишн      | Найшвидше коло  |
| ---- | ------ | ---------------- | ------------- | ------------- | ---------------- | ---------------- | ---------------- | --------------- |
| 1    | 08.04. | GP Катару        | Лосейл        | Хорхе Лоренсо | Дані Педроса     | Кейсі Стоунер    | Хорхе Лоренсо    | Кейсі Стоунер   |
| 2    | 29.04. | GP Іспанії       | Херес         | Кейсі Стоунер | Хорхе Лоренсо    | Дані Педроса     | Хорхе Лоренсо    | Кел Кратчлоу    |
| 3    | 06.05. | GP Португалії    | Ештуріл       | Кейсі Стоунер | Хорхе Лоренсо    | Дані Педроса     | Кейсі Стоунер    | Хорхе Лоренсо   |
| 4    | 20.05. | GP Франції       | Ле Ман        | Хорхе Лоренсо | Валентіно Россі  | Кейсі Стоунер    | Дані Педроса     | Валентіно Россі |
| 5    | 03.06. | GP Каталонії     | Барселона     | Хорхе Лоренсо | Дані Педроса     | Андреа Довіціозо | Кейсі Стоунер    | Хорхе Лоренсо   |
| 6    | 17.06. | GP Британії      | Сільверстоун  | Хорхе Лоренсо | Кейсі Стоунер    | Дані Педроса     | Альваро Баутіста | Хорхе Лоренсо   |
| 7    | 30.06. | GP Нідерландів   | Ассен         | Кейсі Стоунер | Дані Педроса     | Андреа Довіціозо | Кейсі Стоунер    | Дані Педроса    |
| 8    | 08.07. | GP Німеччини     | Заксенринг    | Дані Педроса  | Хорхе Лоренсо    | Андреа Довіціозо | Кейсі Стоунер    | Дані Педроса    |
| 9    | 15.07. | GP Італії        | Муджелло      | Хорхе Лоренсо | Дані Педроса     | Андреа Довіціозо | Дані Педроса     | Дані Педроса    |
| 10   | 29.07. | GP США           | Лагуна Сека   | Кейсі Стоунер | Хорхе Лоренсо    | Дані Педроса     | Хорхе Лоренсо    | Дані Педроса    |
| 11   | 19.08. | GP Індіанаполіса | Індіанаполіс  | Дані Педроса  | Андреа Довіціозо | Андреа Довіціозо | Дані Педроса     | Дані Педроса    |
| 12   | 26.08. | GP Чехії         | Брно          | Дані Педроса  | Хорхе Лоренсо    | Кел Кратчлоу     | Хорхе Лоренсо    | Хорхе Лоренсо   |
| 13   | 16.09. | GP Сан Марино    | Мізано        | Хорхе Лоренсо | Валентіно Россі  | Альваро Баутіста | Дані Педроса     | Хорхе Лоренсо   |
| 14   | 30.09. | GP Арагона       | Альканьїс     | Дані Педроса  | Хорхе Лоренсо    | Андреа Довіціозо | Хорхе Лоренсо    | Дані Педроса    |
| 15   | 14.10. | GP Японії        | Мотеґі        | Дані Педроса  | Хорхе Лоренсо    | Альваро Баутіста | Хорхе Лоренсо    | Дані Педроса    |
| 16   | 21.10. | GP Малайзії      | Сепанг        | Дані Педроса  | Хорхе Лоренсо    | Кейсі Стоунер    | Хорхе Лоренсо    | Дані Педроса    |
| 17   | 29.10. | GP Австралії     | Філіп-Айленд  | Кейсі Стоунер | Хорхе Лоренсо    | Кел Кратчлоу     | Кейсі Стоунер    | Кейсі Стоунер   |
| 18   | 11.11. | GP Валенсії      | Рікардо Тормо | Дані Педроса  | Кацуюкі Накасуга | Кейсі Стоунер    | Дані Педроса     | Дані Педроса    |